# Dean Tavoularis
Dean Tavoularis (Lowell, 18 maggio 1932) è uno scenografo statunitense.

## Biografia
Nato in Massachusetts da genitori greci, è cresciuto a Los Angeles, dove ha studiato architettura e pittura. Ha trovato il primo lavoro presso i Disney Studios ed è stato poi contattato da Arthur Penn per progettare alcuni film. Negli anni '70 ha lavorato con Francis Ford Coppola per Il padrino e Il padrino - Parte II, nonché per il terzo capitolo nel 1990. Ha lavorato anche sul set di Apocalypse Now, dove ha incontrato la sua futura moglie, l'attrice francese Aurore Clément. Tra il 1967 ed il 2001 ha lavorato su oltre trenta film, ricevendo un Premio Oscar nella categoria migliore scenografia nel 1975 per Il padrino - Parte seconda. Ha ottenuto altre quattro volte la candidatura all'Oscar nella stessa categoria: nel 1979, nel 1980, nel 1989 e nel 1991. Nel 1989 ha vinto il Premio BAFTA.
Tra gli altri registi con cui ha collaborato vi sono Michelangelo Antonioni (Zabriskie Point), Wim Wenders, Roman Polański e Warren Beatty.

## Filmografia parziale
- Petulia, regia di Richard Lester - scenografo associato (1968)
- Zabriskie Point, regia di Michelangelo Antonioni (1970)
- Il piccolo grande uomo (Little Big Man), regia di Arthur Penn (1970)
- Il padrino (The Godfather), regia di Francis Ford Coppola (1972)
- Il padrino - Parte II (The Godfather: Part II), regia di Francis Ford Coppola (1974)
- La conversazione (The Conversation), regia di Francis Ford Coppola (1974)
- Pollice da scasso (The Brink's Job), regia di William Friedkin (1978)
- Apocalypse Now, regia di Francis Ford Coppola (1979)
- Rusty il selvaggio (Rumble Fish), regia di Francis Ford Coppola (1983)
- Tucker - Un uomo e il suo sogno (Tucker, the Man and His Dream), regia di Francis Ford Coppola (1988)
- New York Stories, episodio La vita senza Zoe, regia di Francis Ford Coppola (1989)
- Il padrino - Parte III (The Godfather: Part III), regia di Francis Ford Coppola (1990)
- Genitori in trappola (The Parent Trap), regia di Nancy Meyers (1998)
- La nona porta (The Ninth Gate), regia di Roman Polański (1999)
- Apocalypse Now Redux, regia di Francis Ford Coppola (2001)
- Carnage, regia di Roman Polański (2011)